# 苦難耶穌九日敬禮
苦難耶穌九日敬禮（又稱苦難善耶穌九日敬禮）是天主教會對耶穌基督在復活節前四十日左右的一個敬禮，其敬禮為期九日主要是天主教會提醒教友、信友記得耶督基督在其後的四十日及苦難之路作準備及提示。

## 祈求
苦難耶穌九日敬禮是主要是地面教會的大眾合一地祈求耶穌基督降福地面教會的和平，此外也希望降福地面教會免於陷於戰爭、疾苦等；而天主教會也借此希望以耶穌背負十字架救贖世人的精神為信眾學習之處。

## 象徵
這個九日敬禮主要是表示四旬期即將到來，而很多地方也會在敬禮後的週六及週日作該年第一次的拜苦路，作為四旬期的開始而準備（這個活動是為了紀念耶穌在無酵節當晚最後的晚宴時向宗徒們表示會被出賣的事蹟）
苦難耶穌九日敬禮的開始，也是給人透過耶穌苦難的過程而在新的一年作反思、克已；九日敬禮期間也會作拜苦路這個感受苦難時的儀式，由最後的晚餐至耶穌被釘在十字架上的「行程」作十四處為拜苦路。

## 經文
- 哀歌——你們所有路過的人啊，請細心觀看，有誰的痛苦像我所受的一樣。
- 信友歌集《求祢垂憐》

## 紀念儀式
由於這個九日敬禮之後是紀念上述的事蹟，因此地面教會的信眾會作紀念性的活動，包括拜苦路、作苦路善工、克己等等，以迎接四旬期及耶穌基督的復活。在世界各地的天主教教區（例如澳門、菲律賓、葡萄牙、厄瓜多爾等等）都會有一些紀念苦路活動，通常以巡遊、聖像巡遊等等來紀念。

### 菲律賓
在菲律賓，該國每個天主教教區的主要教堂均會有苦難耶穌聖像大型巡遊活動，而獨特之處是會有菲律賓籍的教友互相交換模仿耶穌基督背負木製的十字架巡遊（其後會在聖週五當日模彷耶穌基督被釘在十字架上）。

### 葡萄牙
葡萄牙在九日敬禮之中，每個教堂均會在每日下午舉行拜苦路，而週六及週日均會由教區主辦一些苦路善工的活動。

### 澳門
在澳門由於受到葡萄牙的影響，因此天主教澳門教區每年都會在敬禮後的週六及週日舉行苦難耶穌聖像遊行。
聖像遊行在澳門居民口中會稱為聖像出遊、出大耶穌、出聖像、出聖相、耶穌受難等等。遊行於聖灰瞻禮前周四至四旬期第一個周末舉行。遊行當日早上會進行共祭彌撒，下午舉行中文拜苦路及提前彌撒，彌撒後進行葡文拜苦路；下午七時，苦難耶穌聖像在苦難善耶穌會（簡稱大耶穌會）的主持下由聖奧斯定教堂巡遊至以聖母聖誕堂（即澳門主教座堂）安放。
翌日下午，被移至聖母聖誕堂的苦難耶穌聖像在講道後又苦難善耶穌會主持，澳門教區時任主教及本澳各堂區代表（各堂區派出輔祭參與，手持該堂區所屬的十字架）帶領下巡遊回聖奧斯定教堂安放，途經的路線包括議事亭前地、玫瑰聖母堂、水坑尾、南灣大馬路、龍嵩街；這日的聖像遊行為九日敬禮推向高峰，也因而吸引各地教友參與及旅客駐足。

### 引用
1. ↑  瑪26:2、谷14:18-21、路22:37、若13:21
2. ↑  2005年1月7日，華盛頓郵報
3. ↑  2006年2月，RTP（葡萄牙國家電視台）
4. ↑  澳門特別行政區政府旅遊局 - 節日盛事 〈苦難耶穌聖像巡遊〉 的存檔，存档日期2008-12-19.

## 外部連結
- 2005年澳門苦難耶穌聖像出遊
- 苦難善耶穌聖像出遊（二之一） （页面存档备份，存于）
- 苦難善耶穌聖像出遊（二之二） （页面存档备份，存于）